# 雷特维施
雷特维施是德国石勒苏益格－荷尔斯泰因州的一个市镇。总面积9.83平方公里，总人口576人，其中男性284人，女性292人（2011年12月31日），人口密度59人/平方公里。